# Distrikt Pueblo Nuevo (Chincha)
Der Distrikt Pueblo Nuevo liegt in der Provinz Chincha in der Region Ica im Südwesten von Peru. Der Distrikt hat eine Fläche von 211 km². Beim Zensus 2017 lebten 67.054 Einwohner im Distrikt. Im Jahr 1993 lag die Einwohnerzahl bei 36.763, im Jahr 2007 bei 52.143. Die Distriktverwaltung befindet sich in der 149 m hoch gelegenen Stadt Pueblo Nuevo, ein nordnordöstlicher Vorort der Provinzhauptstadt Chincha Alta, 2,5 km von deren Stadtzentrum entfernt. Das restliche Gebiet im Distrikt ist praktisch unbesiedelt.

## Geographische Lage
Der Distrikt Pueblo Nuevo liegt im Norden der Provinz Chincha. Er besitzt eine Längsausdehnung in SSW-NNO-Richtung von 30 km sowie eine maximale Breite von 15 km. Im Norden liegen die Ausläufer der Westkordillere, im Süden die wüstenhafte Küstenebene, im äußersten Südwesten das urbane Gebiet im Ballungsraum von Chincha Alta.
Der Distrikt Pueblo Nuevo grenzt im Westen an den Distrikt Grocio Prado, im Norden an den Distrikt San Vicente de Cañete (Provinz Cañete), im Nordosten an den Distrikt Chavín sowie im Südosten an den Distrikt Chincha Alta.